# Maximilian Braun
Maximilian Christian Gustav Carl Braun (Mysłowice, 30 settembre 1850 – Königsberg, 19 febbraio 1930) è stato un anatomista e zoologo tedesco.
Studiò medicina e scienze naturali nelle università di Greifswald e Würzburg, ricevendo il dottorato di medicina nel 1874 e il dottorato di ricerca nel 1877. Dal 1880 lavorò come prosettore presso l'istituto di anatomia comparata di Dorpat e nel 1883 divenne professore associato. In seguito, fu professore ordinario di zoologia e anatomia comparata presso le università di Rostock (1886-91) e Königsberg (dal 1891). A Königsberg, era direttore del museo zoologico. Nel 1916/17 fu presidente della Società zoologica tedesca.

## Opere principali
Alcune delle sue opere sulla parassitologia tradotte in inglese:
- The animal parasites of man; a handbook for students and medical men (1908).
- A handbook of practical parasitology (1910).

Altre opere:
- Ueber die Histologischen Vorgänge bei der Häutung von Astacus fluviatilis, 1875.
- Das Urogenital-System der einheimischen Reptilien, 1877.
- Zur Entwicklungsgeschichte des breiten Bandwurmes, 1883.
- Physikalische und biologische Untersuchungen im westlichen Theile des finnischen Meerbusens, 1884.
- Zoologie, vergleichende anatomie und die entsprechenden sammlungen bei den universitäten Bützow und Rostock seit 1775, 1891.
- Die Umformung der Gliedmaßen bei den höheren Thieren, 1896.[4]